# Courtney Henggeler
Courtney Henggeler, née le 11 décembre 1978 à Phillipsburg, dans le New Jersey, est une actrice américaine.
Elle est surtout connue pour avoir joué le rôle de Missy, la sœur de Sheldon Cooper, dans la série télévisée The Big Bang Theory et pour le rôle d'Amanda LaRusso, la femme de Daniel LaRusso, dans la série Cobra Kai qui fait suite aux films Karaté Kid, entre 2018 et 2025.

## Filmographie
- 2003 : The Bog Creatures : Susan Beth
- 2005 : The Legacy of Walter Frumm
- 2005 : Dr House : une serveuse
- 2008 : The Big Bang Theory : Missy Cooper (Saison 1 épisode 15; saison 11, épisode 24)
- 2008 : Esprits criminels : Jenna
- 2009 : Roommates : Anna
- 2010 : NCIS : Scorpio Sinn (Saison 7 épisode 2)
- 2011 : Sexe entre amis : une hôtesse de l'air
- 2013 : Mom : Claudia (Saison 1, épisodes 1 et 8)
- 2014 : Faking It : Robin Booker (1x03, 2x05)
- 2014 : Les Mystères de Laura : Nora (épisode 1x05)
- 2015 : Mom : Claudia (Saison 2, épisodes 14 et 15) (saison 3 épisode 2)
- 2016 : Bones : Dr Jane Levy (1 épisode)
- 2016 : Mary + Jane : Mandy (1 épisode)
- 2016 : Henry Danger : Gwen (1 épisode)
- 2017 : Fixed : Maria
- 2017 : Escaping Dad : Stacy
- 2017 : Feed : Kate
- 2018 : Pas si folle (Nobody's Fool) de Tyler Perry : Hillary
- 2018–2025 : Cobra Kai : Amanda LaRusso
- 2023 : Ils étaient un seul homme (The Boys in the Boat) de George Clooney : Hazel Ulbrickson